# Юсуф Синан-паша
Джигалазаде Юсуф Синан-паша (тур. Cağaloğlu Yusuf Sinan Paşa; около 1545—1605), его прозвище означает «сын Чикалы», — османский государственный деятель итальянского происхождения. Занимал пост великого визиря в течение 40 дней в период с 27 октября по 5 декабря 1596 года, во время правления Мехмеда III. Он был также капудан-пашой и генералом.

## Биография
Сципионе Чикала родился в Генуе или Мессине около 1545 года в аристократической генуэзской семье Чикала. Его отец, виконт Винченцо ди Чикала, был, по словам Стефана Герлаха, корсаром на службе Испании. Его мать была турчанкой из Кастельнуово (нынешний Херцег-Нови). Винченцо с сыном, захваченных в плен в сражении у острова Джерба османскими моряками в 1560 или 1561 году, доставили сначала в североафриканский Триполи, а затем в Константинополь. Отец был впоследствии выкуплен из плена и, прожив некоторое время в Бейоглу (Галата), вернулся в Мессину, где и умер в 1564 году. Сципионе был предложен выбор: либо смерть, либо принять ислам. Он выбрал второе и проходил обучение в Эндеруне, дослужившись до ранга силахтар. Таким образом Юсуф разбогател и достиг высокого положения в Османской империи.
Он стал агой янычар в 1575 году и пребывал на этой должности до 1578 года. На следующем этапе своей карьеры он получил возможность проявить себя на фоне долгой турецко-персидской войны 1578—1590 годов. Юсуф был назначен бейлербеем Вана в 1583 году и тогда же вступил в командование важной крепостью Эривань, будучи возведён в ранг визиря. Он также играл видную роль, как бейлербей Вана, в кампании 1585 года против Тебриза. Как бейлербей Догубаязита, которым он стал в 1586 году, Юсуф Синан-паша успешно воевал в Западной Персии в течение последнего года войны. Благодаря этому Нехавенд и Хамадан оказались под османским контролем.
После мира 1590 года Юсуф Синан-паша был назначен бейлербеем Эрзурума, а в 1591 году стал капудан-пашой османского флота. Он занимал эту должность до 1595 года. При великом визире Кодже Синане-паше Юсуф Синан-паша был повышен до должности четвёртого визиря. В то время османы находились в состоянии войны с Австрией с 1593 года. Юсуф Синан-паша, став третьим визирем, сопровождал султана Мехмеда III в его венгерской кампании 1596 года. Ему после нелёгкой осады удалось взять крепость Хатван в сентябре 1596 года. Юсуф Синан-паша также принимал участие в успешной османской осаде Эгера (сентябрь-октябрь 1596 года) и в Керестецкой битве в октябре того же года, где он принял участие в решающем штурме, превратившем неминуемое поражение в триумф османов. В награду за его заслуги Юсуф Синан-паша был назначен великим визирем. Вскоре недовольство его мерами, нацеленными на восстановление дисциплины в османских войсках, и жёстким выступлением против восставших крымских татар, использовали заинтересованные влиятельные силы при дворе для его смещения и восстановления в этой должности более угодного им Дамата Ибрагим-паши. Юсуф Синан-паша пробыл в ранге великого визиря всего 40 дней.
Он был бейлербеем Дамаска с декабря 1597 по январь 1598 года. В мае 1599 года Юсуф Синан-паша был назначен капудан-пашой во второй раз. В 1604 году он принял командование восточным фронтом в очередной войне с персами, начавшейся годом ранее. Его кампания 1605 года была неудачной, войска, отправленные в сторону Тебриза потерпели поражение вблизи озера Урмия. Юсуфу Синан-паше пришлось отойти к крепости Ван, а оттуда в сторону Диярбакыра. Он умер в ходе этого отступления в декабре 1605 года.

## Личная жизнь
Юсуф Синан был дважды женат; его жёнами стали родные сёстры — правнучки султана Сулеймана Великолепного по женской линии: в 1576 году он женился на Салихе-султан, дочери Айше Хюмашах-султан, которая в свою очередь была дочерью Михримах-султан; после смерти Салихи-султан его второй супругой в 1581 году стала вторая дочь Айше Хюмашах, имя которой неизвестно. Во втором браке у Юсуфа Синана родилось два сына: Махмуд-паша (ум. 1643) и Хюсейн-бей. Махмуд-паша дважды был бейлербеем Багдада, был женат на дочери Мехмеда III.
Алдерсон указывает ещё одного ребёнка — дочь. Согласно Алдерсону, она вышла замуж за брата матери, их сыном считается Султанзаде Мехмед-паша.

## Память
В Стамбуле есть район Джагалоглу, где Юсуф Синан-паша возвёл себе дворец и хаммам, названный в его честь и носящий его имя по сей день. Бани, известные как Джагалоглу Хаммам, был реконструированы в 1741 году.
Песня Sinàn Capudàn Pascià генуэзского барда Фабрицио де Андре рассказывает о Синан-паше. Он полностью написана на генуэзском диалекте и является частью альбома Crêuza de mä.